# Ткачук, Марк Евгеньевич
Ма́рк Евге́ньевич Ткачу́к (рум. Mark Tkaciuk; род. 26 сентября 1966, Сороки) — член Исполнительного и Центрального комитетов Партии коллективного действия — Гражданский конгресс. Бывший депутат парламента от ПКРМ (2001—2002, 2009—2014), бывший советник 3-го президента Республики Молдова Владимира Воронина (2002—2008).

## Биография
Марк Ткачук родился 26 сентября 1966 года в городе Сороки Молдавской ССР. Мать Ткачука — Азнив Акоповна Узунян — амшенская армянка, родители которой переселились на Северный Кавказ из турецкого города Трабзона в период армянского геноцида 1915 года. Отец — Евгений Маркович Ткачук — наполовину украинец, наполовину молдаванин, родом из с. Елизаветовка Дондюшанского района Республики Молдова. В молдавской правой прессе существует немало указаний на еврейское происхождение Марка Ткачука, однако последний никогда не опровергает такую информацию, считая сам факт подобного возможного опровержения «несомненным признаком антисемитизма, что непозволительно для политика левых убеждений».
В 1989 году с отличием окончил исторический факультет Кишинёвского государственного университета. С 1982 года работал в составе археологических экспедиций АН МССР (Рудь, Старый Орхей). В 1987 году был принят в штат сектора славяно-молдавской археологии Отдела археологии АН. С 1990 года по 1992 год — стажёр Античного сектора Института истории материальной культуры (ИИМК) в Санкт-Петербурге. В 1991 году завершил обучение в школе полевой археологии в Саттон-Ху, графство Саффолк (Великобритания). С 1992 по 1994 год — аспирант ИИМК РАН. В эти же годы, по некоторым данным, участвовал в акциях и являлся членом ультралевой Конфедерации Анархо-синдикалистов, лидером которой тогда был будущий вице-спикер Государственной Думы от «Единой России» Андрей Исаев.
В 1995 году при научном руководстве доктора исторических наук К. К. Марченко защитил кандидатскую диссертацию по теме «Гетика. Культурогенез и культурная трансформация в Карпато-Дунайских землях в VII—II вв. до н. э.» (оппоненты: М. Б. Щукин, Л. С. Клейн). В 1996 году по материалам своей диссертации публикует книгу «Археология свободы», которая стала не только объектом научного рецензирования, но и впоследствии использовалась политическими оппонентами Марка Ткачука в качестве повода для обвинения автора в космополитизме, экстремизме, русофобии и русском шовинизме одновременно. Тем не менее, научная критика восприняла исследование Ткачука с оптимизмом. Археолог А. М. Буровский в своей рецензии писал:

«Вряд ли археология позволит „определить“ себя „по Ткачуку“. Маловероятно, чтобы один человек смог бы самостоятельно задать ей некий новый путь развития, новую систему парадигм. Но переворот в археологии — происходит. Постнеклассическая археология — рождается. Скорее всего, в этой „новой“ археологии будут применяться несколько иные термины, использоваться несколько иной понятийный аппарат, чем у М. Е. Ткачука.
Но, несомненно, неклассическая археология существует уже сегодня и продолжает развиваться в сторону своей собственной, самостоятельной „постнеклассики“. М. Е. Ткачук сумел написать исключительно интересную и яркую работу, лежащую в генеральном русле развития науки. Назвать ли новую рождающуюся археологию „археологией свободы“? Трудно видеть в этом какой-то глубочайший смысл. Но, по крайней мере, это — археология XXI столетия. Об этом можно говорить уже уверенно».

Спустя десять лет после издания книги известные российские учёные (В. М. Массон, М. Б. Щукин, В. С. Бочкарёв, Л. С. Клейн) выступили в защиту научной репутации Марка Ткачука, когда его давние научные тексты, на их взгляд, стали объектом недобросовестного цитирования и шельмования автора в сугубо политическом контексте. «Это вообще уникальный случай — политика бьют за его давние научные труды, за научную позицию. Авторы всех этих публикаций считают себя компетентными судить о научной квалификации Марка Ткачука», — пишут они и переходят к разбору «Археологии свободы»:

«Книга эта и в Петербурге не имела однозначно теплого приема. Часть археологов выступала против автора. Дело в том, что книга эта написана в необычном теоретическом ключе. Археология — это ведь не только разведки, раскопки, музеи, это ещё и очень напряженная борьба теорий, концепций, посвященных зачастую обществу в целом, развитию человека и его культуры, поискам объяснений спадов, революций, катастроф. Быть может, именно поэтому археологи во многих случаях — больше, чем просто археологи, они всегда ещё и социологи, историки, экономисты, политологи. Их научная квалификация сегодня немыслима без точного знания этих наук, без умения говорить на равных с представителями этих дисциплин».

И далее:

«Нужно отметить, что в отчужденно настроенной аудитории М. Е. Ткачук блестяще отразил критику оппонентов, предъявил весомые аргументы, и его ответное выступление было встречено, что крайне редко на защитах, бурными аплодисментами».

Вывод:

«В книге Ткачук отстаивал смешанную природу населения Молдавии (на всех этапах развития этой уникальной по-своему территории, страны, земли), преобладающую роль скрещения в этногенезе Балкан, сложность и многосоставность культуры вообще. Если хотите, то это и есть его идеология, только основанная на строгом научном анализе, на системе аргументов, которые выдержали испытание самой взыскательной петербургской, да и не только петербургской аудитории»..

С 1995 по 1998 год Марк Ткачук являлся старшим научным сотрудником Института археологии АН РМ. С 1997 года по 2000 год являлся Председателем научно-образовательного Центра «Рудь-Мэтониум». В течение длительного времени ведёт раскопки на городище Рудь, идентифицируемом с городом «Мэтонием» Клавдия Птолемея.
С 1998 года — ректор, а с 2011 года Президент Университета «Высшая Антропологическая Школа». С 2000 года по настоящее время — главный редактор журнала по антропологии и археологии «STRATUM plus». Оба проекта получают до сих пор достаточно высокие международные оценки:

«Вот уже больше десятилетия мы с большим интересом следим за тем, что делается в археологии Молдавии. В центре этого интереса — научная и научно-организационная деятельность кандидата исторических наук М. Е. Ткачука. Созданный и поддерживаемый им журнал „Стратум-плюс“ превратился в самый большой и едва ли не самый интересный русскоязычный печатный орган на пространстве бывшего СССР. Он выходит 6 раз в год объёмом в 50 печ. листов, тогда как „Российская Археология“ в Москве минимум вдвое тоньше и выходит 4 раза в год. Печатает „Стратум“ авторов из России, США, Украины, Венгрии, Италии, Молдавии и Румынии. Этого бы не удалось добиться, если бы Марк Ткачук не имел хорошего реноме в восточно-европейской археологии. Высшая Антропологическая Школа, также созданная им и его друзьями, когда он ещё не обладал административным ресурсом, работает на высоком европейском уровне и дает отличное образование»..

## Политическая деятельность

### Период ПКРМ
С конца 2000 года приостанавливает свою активную научную и преподавательскую деятельность и оказывается в команде лидера молдавских коммунистов Владимира Воронина. С этого момента становится практически основным политтехнологом ПКРМ, организатором предвыборных кампаний, а впоследствии идеологом и одним из ведущих лидеров этой партии.
С марта 2001 года по июнь 2002 года являлся депутатом Парламента Республики Молдова, членом Постоянного бюро Парламента РМ. С июня 2002 года по ноябрь 2008 года — советник Президента Республики Молдова Владимира Воронина по внутренней политике.
В 2003 году после срыва Меморандума Козака, повлекшего резкое ухудшение отношений между Россией и Молдовой и показавшего меру зависимости руководства Молдовы от США, продолжал оставаться советником президента.
С ноября 2008 года — руководитель Центра ЦК ПКРМ «Выборы-2009», фактически глава предвыборного штаба. 5 апреля 2009 года избран депутатом в Парламент Молдовы от партии ПКРМ. 29 июля 2009 года на досрочных парламентских выборах в Республике Молдова избран депутатом от ПКРМ. 28 ноября 2010 года вновь избран депутатом Парламента от ПКРМ.
В годы правления ПКРМ Марк Ткачук получил достаточно одиозную репутацию в кругу праволиберальных политиков, которые всегда видели в нём «руку Москвы» и жесткого сторонника полиэтничной концепции развития Республики Молдова, а также скорейшего воссоединения с Приднестровьем. В то же время Ткачук всегда критиковался оппонентами коммунистов и как западник, не только содействовавший В. Н. Воронину в инициировании курса «европейской интеграции» для Молдовы, но и превративший молдавскую Партию коммунистов в еврокоммунистическую. Считается, что усилиями именно Марка Ткачука ПКРМ стала полноправным членом Партии европейских левых, а на последнем VI съезде приняла новую программу, в которой однозначно и негативно оценивались сталинский период в развитии коммунистического движения, а также практика некоторых действующих на постсоветском пространстве коммунистических партий:

«ПКРМ категорически не приемлет теорию и практику некоторых левых движений на постсоветском пространстве, исповедующих идеи изоляционизма, великодержавности, авторитаризма, национализма и сепаратизма. Мы с сожалением отмечаем их фактическое отступление перед реставрацией в своих странах наименее демократичных форм государственно-олигархического капитализма.
Мы — партия, для которой борьба за социализм неотделима от борьбы за государственность и эффективные демократические институты. Демократия, права человека являются сегодня неотъемлемой частью тех высоких социальных стандартов, к которым мы стремимся. … ПКРМ сегодня становится политической партией нового типа, стремящейся в новых исторических условиях продолжить борьбу за гуманистические идеалы, за утверждение человеческого достоинства, за социализм».

После ухода Партии коммунистов в оппозицию в 2009 году Марк Ткачук становится достаточно публичной фигурой. И если раньше его преимущественно оценивали в качестве «серого кардинала» и некоего кабинетного сторонника социал-демократической модернизации Партии коммунистов, то теперь оппоненты единодушно называют его коммунистическим «ястребом». Возможно, это стало следствием того, что Ткачук выступил в качестве инициатора процесса «санации» Партии коммунистов, освобождения её от фигур, дискредитировавших эту партию в период нахождения во власти. Так или иначе, но очень многие видные представители команды Президента Воронина — бывший спикер Мариан Лупу, экс-премьер Василий Тарлев, бывший министр иностранных дел Молдовы — Андрей Стратан, бывший вице-спикер Парламента — Владимир Цуркан, бывшие вице-премьеры — Виктор Степанюк и Игорь Додон объявили о своем разрыве с ПКРМ ввиду своих разногласий с Марком Ткачуком. Каждый из них возглавил отдельные политические формирования, а Ткачук, по мнению экспертов, серьёзно укрепил команду своих единомышленников.
Не исключено, что оценки Марка Ткачука как радикала основываются на том, что в годы оппозиции именно Ткачук стал архитектором и автором не только новых мобилизующих доктрин в ПКРМ — «Молдавский проект», «Сорок городов», «Гражданский конгресс», но и организатором новой тактики мирных массовых акций протеста, получивших название «Социальных маршей», в которых сам принимал активное участие.

«Так случилось, что на протяжении двадцати последних лет уличная политика являлась инструментом исключительно прорумынских сил. Коммунисты и до и во время пребывания у власти были партией с избирателями, но без сторонников. Люди, голосующие за коммунистов, стеснялись или даже боялись заявлять о своих политических предпочтениях.
Преодолеть инерцию этого немотствующего большинства было бы невозможно без применения новаторских гуманитарных технологий, то есть глубокого понимания законов культуры. И вовсе не случайно, что эта творческая задача была решена выпускником аспирантуры Санкт-Петербургского института истории материальной культуры РАН, автором кандидатской диссертации и монографии „Археология свободы“, основателем кишиневской Высшей антропологической школы Марком Ткачуком. Один из руководителей ПКРМ, депутат парламента РМ показал, в чём заключается ценность бесполезного в глазах многих сограждан гуманитарного знания. Своим примером он доказал, что наша наука имеет право на существование».

Так или иначе, но новая технология мирного политического протеста оказалась чрезвычайно эффективной. На «Социальные марши» молдавские коммунисты собирают теперь от 20 до 70 тысяч человек, что является крайне высоким индикатором прямой общественной поддержки для такой небольшой страны, как Республика Молдова. Последние (декабрь 2011 года) социологические опросы показали, что во многом благодаря организованным общенациональным протестам — социальным маршам — молдавские коммунисты не только сохранили свою партию, но впервые после своего ухода в оппозицию по своему рейтингу превышают суммарный уровень доверия всем молдавским партиям вместе взятым.
За период оппозиции во многом изменилось отношение ПКРМ и её лидеров (в частности, Ткачука) к европейской интеграции Республики Молдова. Видимо, это стало следствием известной пассивности европейских структур в защите прав молдавской оппозиции и открытой поддержки европейскими чиновниками курса на максимальное сближение Молдовы и Румынии. Более того, Владимир Воронин и Марк Ткачук стали делать открытые заявления в поддержку интеграции Республики Молдова в новообразованный Евразийский Союз России, Беларуси и Казахстана. В интервью российской «Независимой газете» Марк Ткачук так охарактеризовал эту новую повестку дня для молдавских коммунистов:

«И все-таки, когда мы — молдавские коммунисты — сожалеем о низких темпах европейской модернизации своей страны, мы рассуждаем не в географических ориентирах, а в категориях стандартов и свобод. Европу следует строить в Молдове. Но строить её нужно без заискивания, без угодничества, опираясь не только на брюссельские шпаргалки, но и на собственное понимание европейскости. Когда мы были у власти, мы видели, сколь строгой и принципиальной бывает Европа. Теперь мы наблюдаем, сколь терпима бывает та же Европа ко всему тому, что, казалось бы, не укладывается в шаблон известных европейских ценностей. Можно, оказывается, безнаказанно присваивать улицам молдавской столицы имена фашистских преступников, можно регистрировать экстремистские организации, можно смотреть сквозь пальцы, когда закрывают оппозиционные телеканалы и радиостанции, когда в угоду двум-трем политикам перекраивают Конституцию, можно не замечать, как президент Румынии Бэсеску (страны ЕС!) озвучивает реваншистские идеи и бесцеремонно вмешивается во внутренние дела Молдовы. Конечно, в такой ситуации легче всего заразиться какой-то там еврофобией, разочароваться в самих ценностях, захныкать о двойных стандартах. Гораздо сложнее быть настоящими европейцами, то есть продолжать делать своё дело — восстанавливать верховенство права, утверждать гражданские свободы и социальную справедливость, бороться против национальной дискриминации, и если надо, то на правах равного, без всяких комплексов неполноценности посылать куда подальше тех, кто мешает делать это дело.
С другой стороны, Молдова и её граждане уже обладают важнейшими свободами на востоке. Свободами недооцененными. Я говорю не только о безвизовом передвижении или рынках свободной торговли. Европейский союз начинал свой интеграционный проект с угрюмой прагматики — союза угля и стали — и лишь десятилетия спустя пришел к осознанию своей панъевропейской идентичности, основанной на единстве разнообразия и, оказывается, общей истории. И это сегодня самое ценное, что есть у Европейского союза, поважнее и угля, и стали. А ведь постсоветское пространство уже обладает этим единством, этой свободой ощущать себя наследниками Великой Победы 1945 года, помнить о Киеве, Новгороде, Бухаре, Самарканде и Санкт-Петербурге как ярких эстафетах собственной истории. Но главное — это то, что, несмотря на попытки феодальных постсоветских элит исключить само это пространство из сферы амбициозных интеграционных процессов, это пространство вопреки всему остается по-своему единым, живым и очень отзывчивым. Ведь оно держится на самом мощном ресурсе — ресурсе человеческих отношений и интересов, а не на остове казённых схем и циркуляров. И нужно признать, что новый этап модернизации всех наших стран, возникших из распада СССР, может быть успешным только в том случае, если будет сделана ставка именно на этот ресурс, если хватит смелости перестать говорить намеками и, наконец, продолжить эстафету европейской интеграции к востоку от её рубежей, не ограничивая себя проектами сугубо таможенного порядка».

23 мая 2014 года Марк Ткачук добровольно сложил с себя полномочия депутатского мандата. Об этом, в тот же день, заявил в начале заседания парламента спикер Игорь Корман.
«Депутат ПКРМ Марк Ткачук подал заявку в Юридический комитет о сдаче депутатского мандата», — сказал Корман.
В этом контексте лидер ПКРМ Владимир Воронин заявил: «Я хотел бы, чтобы так поступили все предатели, которые ушли из ПКРМ».
С этого дня в молдавской прессе стали появляться самые разные версии причин такого развития событий. Некоторые депутаты от ПКРМ заявили что Ткачук принял такое решение в связи с тем, что вскоре в Молдове должны состояться очередные парламентские выборы, и таким образом Ткачук выделяет больше личного времени для подготовки предвыборной платформы формирования. Слухи не утихали до того самого момента, пока Ткачук лично не вышел к прессе с разъяснениями сложившейся внутри ПКРМ ситуации.
6 июня 2014 года Ткачук дал пресс-конференцию, в которой подробно объяснил свой отказ от мандата депутата и прокомментировал слухи о своем политическом будущем.
По его словам, причиной отказа от мандата стали разногласия в партии. Ткачук уличил некоторых своих коллег по ПКРМ в лицемерии, заметив что:
«Партия, критикующая правящую власть и не чурающиеся союза с его представителями — не нужна. Нельзя заявлять о присоединении к Таможенному Союзу и ждать комплиментов от Европейского Союза. Нельзя делать в самый сложный период путаные комментарии только для того, чтобы услышать аплодисменты от тех, кто ждет нашего провала».
Он выразил уверенность, что в партии появились «мятежники» и потребовал «немедленно прекратить все действия по силовому захвату ПКРМ».
Тем не менее, Ткачук подчеркнул, что ПКРМ одержит победу на парламентских выборах. «Только здесь остались политики, способные не пасовать перед подлостью. В Молдове только две партии: Партия поражения и партия победы, то есть ПКРМ».
Коммунист опроверг слухи о том, что он покидает ПКРМ. «Никогда я не буду состоять ни в одном другом формировании, кроме партии коммунистов. Меня можно исключить из партии, но нельзя исключить из коммунистов», — завил Ткачук.
Уже на следующий день, 7 июня 2014 года, Юрий Мунтян, Марк Ткачук и Григорий Петренко были исключены из руководства ПКРМ. Это решение ЦК ПКРМ принял по предложению Владимира Воронина. Все трое назвали решение незаконным.
«Был поставлен вопрос о моем исключении из Политисполкома ЦК. Авторитет Владимира Николаевича таков, что он позволит провести это решение в жизнь. Аргументы принятия такого решения мне лично неизвестны. Мне не предоставили возможности для выступления с ответным словом», — сказал Марк Ткачук.
Депутат Григорий Петренко заявил в тот же день, что это решение противоречит уставу партии.
«Сейчас было проголосовано за исключение из состава политисполкома, из состава ЦК в том числе. За это решение было неоднозначно проголосовано. Нарушен устав партии и решение нелегитимно», — отметил Петренко.
Владимир Воронин подчеркнул, что Мунтяна, Ткачука и Петренко исключили из центрального комитета, но не из партии.
«Их исключили из-за проблем и недочетов в работе. Партия готовится к парламентским выборам. Мы предполагаем, что это будет тяжелая борьба, и мы должны быть организованными и бойкими», — заявил Воронин.
12 сентября 2014 года в интервью информационному агентству OMEGA, Марк Ткачук заявил о своем уходе из политики.
«Я воспользуюсь этим интервью для того, чтобы заявить раз и навсегда некоторые важные для меня вещи. Последним политиком, с которым я работал, был Владимир Воронин. И эта работа раз и навсегда завершилась утром 7 июня. Ни с какими иными политиками я не собираюсь связываться в ближайшие лет 50. Кроме того, я не вижу никакого своего, особенного политического будущего и полностью прекращаю всякую политическую деятельность. Мне этот вид активности не особо нравился и прежде, но я чувствовал некую моральную ответственность. Теперь у меня такой ответственности нет. Ибо невозможно идти в разведку с теми, кто, оказывается, собрался на рыбалку», — сказал Ткачук.
Ткачук так же сообщил о намерении вернуться к научной деятельности.
«На научной, исследовательской ниве у меня огромное количество дел, которые могу сделать только я. В том числе в ипостаси коммуниста. В политике у меня таких дел не осталось. В известном смысле это последнее интервью на политические темы», — сказал бывший идеолог ПКРМ.
20 декабря 2014 года Марк Ткачук был исключён из Партии Коммунистов. Как заявил председатель Владимир Воронин, причина исключения Ткачука заключалась в немолдавском происхождении.

### Партия коллективного действия — Гражданский конгресс
После событий 7-15 июня 2019 года, получивших в народе прозвище «Революция послов», инициативная группа, в которую входил Марк Ткачук, приняла решение о необходимости создания политической партии, принципиально отличающейся от всего текущего политического класса в Республике Молдова. 31 июля 2019 года Марк Ткачук от имени инициативной группы вынес на публичное обсуждение политическую программу создающейся партии. В течение следующих 5 месяцев инициативная группа, при поддержке быстро растущей группы волонтёров, создала 21 территориальную организацию и собрала 5518 подписей для регистрации партии.
8 декабря 2020 года решением учредительного съезда Партии коллективного действия — Гражданский конгресс, Марк Ткачук был избран одним из 17 членов Исполнительного комитета партии, а также членом Республиканского комитета. Профилем ответственности Марка Ткачука в Исполкоме Гражданского конгресса является реализация представленного им на Съезде «Плана действий - Молдова 2020-2025».

## Отзывы и оценки
Некоторые статьи и комментарии обобщающего характера о Марке Ткачуке:
Игорь Боцан:

«Марк Ткачук талантливый и очень хорошо образованный человек. К нему, безусловно, применимо звание — ученый. Это не помеха для того, чтобы он был главным пиарщиком ПКРМ, напротив. Марк Евгеньевич — воспитанник Санкт-Петербургской научной антропологической школы, у которой обширные связи по всему миру. Он общался напрямую с самим Ильей Пригожиным, лауреатом Нобелевской премии по химии, который разработал методы неравновесных термодинамических процессов в современной химии. Позже методы Пригожина стали успешно адаптировать к социальным процессам, а сам Пригожин написал немало просто замечательных философских и социологических работ. Такие знакомства и сотрудничество о чём-то говорит. Все же у меня сложилось впечатление, что пиарщик Ткачук поборол ученого Ткачука, превратив его в циника, которому совсем не жалко тех, на ком он ставит и на кого рикошетом бьют его PR-эксперименты. Он сторонник эффективных действий для достижения определённого результата, а что будет потом — неважно. О Ткачуке сложился миф „серого кардинала“, который незримо влиял на все, что происходило в Молдове при правлении Владимира Воронина. Кажется, в определённый момент он сам поверил в свою исключительность и заупрямился, настаивая на ошибочные решения. Его сложные схемы не могут учитывать непредвиденных факторов, а в 2009 году их в молдавской политике было предостаточно. Таким образом, Ткачук подвёл своего шефа, Воронина, к исполнению роли Тараса Бульбы по отношению к своему детищу — ПКРМ. Подытоживая, скажу, что с моей точки зрения Марк Ткачук ученый, пиарщик и большой упрямец. Признаю, что могу ошибаться».

Богдан Цырдя:

«Говорят, что в Партию коммунистов Марк Ткачук пришёл „на всё готовое“, то есть тогда, когда она уже была правящей. Он не стоял у истоков этой партии, не занимался её формированием, не участвовал вместе с ней в парламентской оппозиции, не вёл её к первым победам.
Да, всё это так. Но в то же время есть все основания полагать, что если бы не приход Марка Ткачука на должность советника президента Владимира Воронина, а затем и в руководство ПКРМ, то первая победа Партии коммунистов на парламентских выборах в феврале 2001 года могла бы оказаться и её последним большим успехом.
Марк Ткачук и его команда внесли в деятельность Партии коммунистов много политического модерна, во многом помогли Воронину избежать грубых кадровых ошибок, но, тем не менее, спасти его полностью от „ляпов“ всё-таки не смогли. Сегодня за это многие критикуют Марка Ткачука, не понимая, что если бы не креативные идеи его команды, то ПКРМ давно бы уже захирела и растеряла свой авторитет.
К несомненным заслугам Марка Ткачука можно отнести создание им сильной пиар-команды и мощного медийного холдинга, что также содействовало долгожительству ПКРМ. Даже сегодня, когда эта партия в большей степени мертва, чем жива, команда Ткачука заставляет всех думать, что она сильна, как никогда.
…Оппоненты Марка Ткачука, которые появились среди коммунистов после неудачи ПКРМ на досрочных выборах и перехода её в оппозицию, обвиняют его в том, что он ввёл в партийный лексикон такие термины, как „коммунистический либерализм“, „пролетариат знаний“, а также заявлял об „исчезновении рабочего класса“ в его классическом марксистском понимании. Не буду вступать в дискуссию с ними, а тем более защищать те или иные идейно-теоретические разработки Марка Ткачука. Скажу только одно: Ткачук быстрее других руководителей ПКРМ осознал и понял, что у партии Воронина замшелый идеологический багаж, по причине чего она становится неконкурентоспособной в области борьбы идей. Конечно, никакой трагедии в том не было, так как политическая мысль Молдовы находится и сегодня ещё в зачаточном состоянии, поскольку её никто не развивал и развивать не собирался. А вот Марк Ткачук, судя по всему, думал о завтрашнем дне».

Иван Грек:

«Марк Ткачук ведет себя по отношению к оппонентам примерно так же, как и они по отношению к нему, — резко, хлестко, иногда уничижительно, что не могу одобрить.
Но, как известно, „с волками жить, по-волчьи выть“. Такова мировая практика взаимоотношений между политиками-противниками, а также политиками-конкурентами в рядах одного и того же политического формирования.
Марк Ткачук в такой же степени „циник“, выражаясь языком уважаемого мною Игоря Боцана, по отношению к своим противникам, в какой они циники по отношению к нему. Но это все же не цинизм, господин Боцан, а элементарные правила конкурентной политической борьбы. Они не Кишинёвом установлены, и они не имеют ничего общего с общепринятой человеческой моралью и нравственности.
У Марка Ткачука есть резерв лидера ведущей политической партии, но в нашей этнократической партийной системе у него нет шансов подняться на этот пьедестал, поскольку такое лидерство отражается, может отразиться на электоральном поведении нашего избирателя, разобщенного 20 лет тому назад по национальному признаку».

Валериу Реницэ, «Неизвестный Марк»:

«Марк был одним из немногих советников, который не побаивался президента. Если президент позволял себе вдруг на него наорать, Марк тоже мог повысить голос. Но право быть коллегой президента он заслужил, работая, как вол, на партию и руководство страны. Когда говорят, что Ткачук выиграл для президента все электоральные сражения, то это в большей степени правда. Только у Марка была своё, да, очень решающее место в сражении, но только не место генерала. Главнокомандующим был всегда и остался Воронин. Марк был политическим партнёром, идейным товарищем, мудрым и интересным собеседником президента, но не „серым кардиналом“. Если он влиял на президента, то влиял открыто, так, чтобы Воронин понял, что он влияет. Марк — приверженец честной, открытой игры. И в политике тоже».

## Публикации
Опубликовал более 50 научных работ, среди которых монография «Археология свободы» (Кишинев, 1996 год), статьи «Nerusskaya идея», «Гетика, которую мы потеряли». Автор многих публицистических статей и очерков («Тройная бухгалтерия», «Что такое Молдавия», «Глобальный кризис и левый поворот в идеологии и политике» и т.д). Под научной редакцией Марка Ткачука вышли в свет книги:
- Мосионжник Л. А. Синергетика для гуманитариев. Санкт-Петербург; Кишинёв, 2003.
- Вишняцкий Л. Б. Введение в преисторию. Кишинёв, 2002; 2-е изд. — Кишинёв, 2005.
- Массон В. М.. Первые цивилизации и всемирная история. Кишинёв, 2005.
- Мосионжник Л. А. Классический и современный марксизм. Кишинёв, 2011.

## Некоторые интервью
- Марк Ткачук Дорога на Бухарест. Если исчезнет Молдавия. Рабкор.ру. Дата обращения: 12 августа 2015.
- Марк Ткачук Молдавские элиты готовятся убить собственную страну. Рабкор.ру. Дата обращения: 12 августа 2015.

Марк Ткачук: «Серп и свой молот мы будем демонстрировать этой власти с той же эффективностью, с которой вурдалакам показывают распятие».